# Horst Ehmke

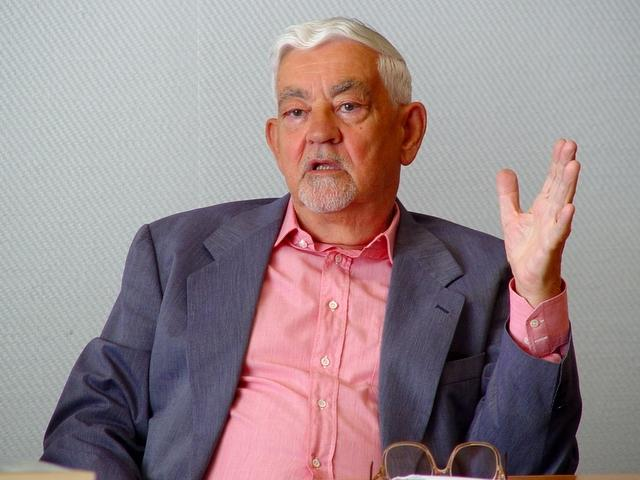
Horst Ehmke (2003)

Horst Paul August Ehmke (* 4. Februar 1927 in Danzig, Freie Stadt Danzig; † 12. März 2017 in Bonn) war ein deutscher Staatsrechtslehrer und Politiker (SPD). Er war 1969 Bundesminister der Justiz, von 1969 bis 1972 Bundesminister für besondere Aufgaben und Chef des Bundeskanzleramtes sowie von 1972 bis 1974 Bundesminister für Forschung und Technologie und Bundesminister für das Post- und Fernmeldewesen.

## Leben und Beruf
Horst Ehmke stammte aus der Arztfamilie von Paul Ehmke, einem Chirurgen, und Hedwig Ehmke, geborene Hafften; er besuchte zunächst das Gymnasium in Danzig. 1943 wurde er Luftwaffenhelfer und kam nach dem Notabitur 1944 zu einer Fallschirmjägereinheit der Wehrmacht. Als 18-Jähriger wurde er verwundet und geriet in sowjetische Kriegsgefangenschaft. Noch 1945 wurde er aufgrund einer schweren Erkrankung entlassen.
Im Jahr 1946 legte Ehmke das Abitur in Flensburg ab. Er studierte ab 1946 Rechtswissenschaft und Volkswirtschaftslehre in Göttingen sowie von 1949 bis 1950 Politikwissenschaft und Geschichte in Princeton (USA). Sein Studium beendete Ehmke 1951 in Celle mit dem ersten und das Referendariat 1956 in Düsseldorf mit dem zweiten juristischen Staatsexamen. 1952 erfolgte seine Promotion zum Doktor der Rechte in Göttingen.
Von 1952 bis 1956 war er wissenschaftlicher Assistent des Bundestagsabgeordneten Adolf Arndt (SPD). Danach war er bis 1960 wissenschaftlicher Mitarbeiter der Ford Foundation in Köln und Berkeley (USA). Nach seiner Habilitation 1960 in Köln wurde er 1961 zum außerordentlichen Professor an der Universität Freiburg im Breisgau ernannt. Ab 1963 war er ordentlicher Professor und Inhaber des Lehrstuhls für Öffentliches Recht an dieser Universität. Seit 1974 war er als Rechtsanwalt zugelassen.
Ehmke widmete sich nach seinem Ausstieg aus der aktiven Politik dem Schreiben von Kriminalromanen, die im politischen Umfeld spielen (Politthriller). Ehmke beschäftigte sich zeitweise auch intensiv mit dem Mordfall Praun. Er hielt das Urteil gegen Vera Brühne für falsch und vermutete illegalen Waffenhandel als Motiv für den Mord.
Horst Ehmke war evangelisch, in erster Ehe ab 1952 mit Theda Ehmke, geborene Baehr, in zweiter Ehe ab 1972 mit der Journalistin Maria Ehmke, geborene Hlavacova. Er hinterließ aus der ersten Ehe die drei Kinder Sabine, Cornelia und Hannspeter. Die Kunsthistorikerin Ruth Schmitz-Ehmke war seine ältere Schwester. Eine Nichte ist die Biologin Adelheid Ehmke.

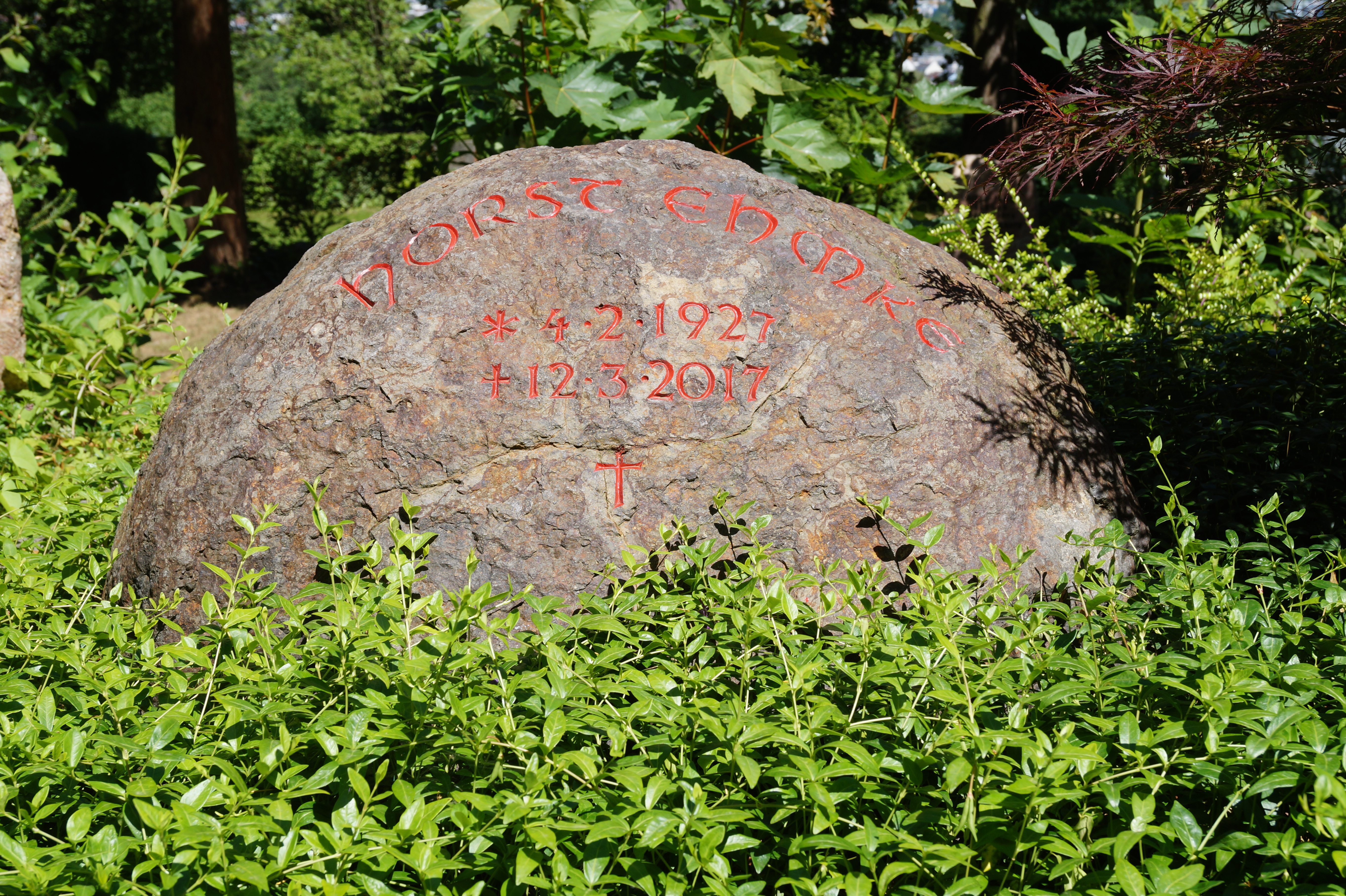
Grabstein von Horst Ehmke auf dem Poppelsdorfer Friedhof

Horst Ehmkes letzte Ruhestätte befindet sich auf dem Poppelsdorfer Friedhof im gleichnamigen Bonner Ortsteil.

## Parteien
Am 10. Februar 1944 beantragte Ehmke die Aufnahme in die NSDAP und wurde zum 20. April desselben Jahres aufgenommen (Mitgliedsnummer 9.842.687). Als dies 2007 bekannt wurde, erklärte er, davon bisher nichts gewusst zu haben, was laut aktuellem Forschungsstand allerdings nicht möglich war.
Seit 1947 gehörte Ehmke der SPD an. Von 1973 bis 1991 war er Mitglied im SPD-Parteivorstand. Dort galt er als Vertreter der linken Mitte.

## Abgeordneter

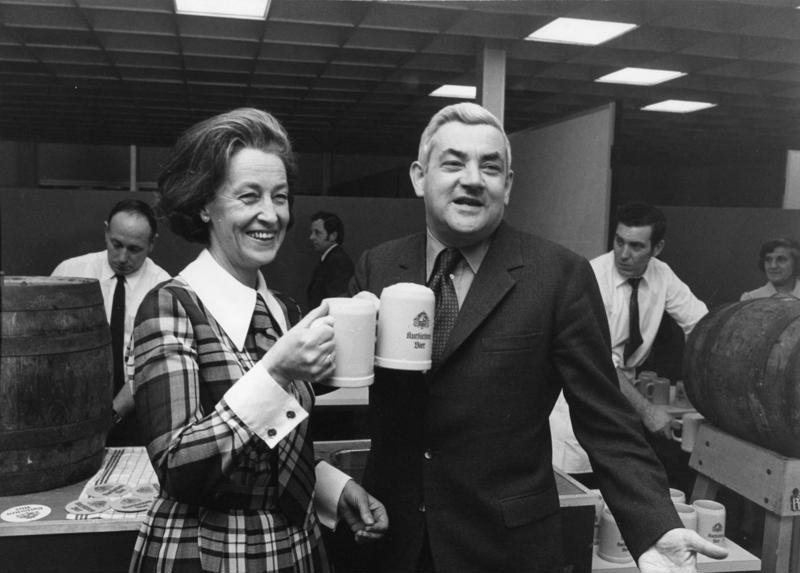
Horst Ehmke mit Katharina Focke 1972 bei einer Weihnachtsfeier im Bundeskanzleramt

Von 1969 bis 1994 war Ehmke Mitglied des Deutschen Bundestages, ab 1980 für den Wahlkreis 063/Bonn. Im Bundestag war er von 1977 bis 1990 stellvertretender Vorsitzender der SPD-Bundestagsfraktion. Horst Ehmke war zuletzt (12. Wahlperiode 1990) über die Landesliste Nordrhein-Westfalen in den Deutschen Bundestag eingezogen. Nach dem Ausscheiden aus dem Kabinett 1974 war er bis 1990 außenpolitischer Sprecher der SPD-Fraktion.

## Öffentliche Ämter
Ab 1962 war Ehmke Mitglied des Fernsehrats beim ZDF. Vom 2. Januar 1967 bis 26. März 1969 war Ehmke Staatssekretär im von Gustav Heinemann geführten Bundesministerium der Justiz. Nach Heinemanns Wahl zum Bundespräsidenten am 5. März 1969 und mit dessen Ausscheiden aus der Bundesregierung am 26. März 1969 wurde Ehmke Justizminister im Kabinett Kiesinger.
Nach der Bundestagswahl 1969 wurde er in der nun von Bundeskanzler Willy Brandt geführten Regierung am 22. Oktober 1969 Bundesminister für besondere Aufgaben und Leiter des Bundeskanzleramtes. Nach Ludger Westrick war er erst der zweite Kanzleramtschef im Ministerrang. Er erhöhte die Mitarbeiterzahl des Kanzleramts in nur einem Jahr um fünfzig Prozent auf 389. An Willy Brandts Ostpolitik war Ehmke wesentlich beteiligt. Brandt bezeichnete Ehmke als „Spezialisten für alles“. Als Kanzleramtsminister war Ehmke auch für die Belange des Bundesnachrichtendienstes (BND) zuständig. So unterzeichnete er ZDF-Angaben zufolge auf deutscher Seite den Vertrag über die 1970 gestartete Operation Rubikon zwischen BND und amerikanischer Central Intelligence Agency (CIA).
Nach der Bundestagswahl 1972 übernahm er im Kabinett Brandt II am 15. Dezember 1972 die Leitung des Bundesministeriums für Forschung und Technologie sowie des Bundesministeriums für das Post- und Fernmeldewesen. Diese Ämter endeten nach dem Rücktritt Willy Brandts im Zuge der Guillaume-Affäre am 7. Mai 1974 mit der Wahl Helmut Schmidts zum Bundeskanzler am 16. Mai 1974.

## Auszeichnungen
- 1970 Goldener Nürnberger Trichter der Nürnberger Trichter Karnevalsgesellschaft e. V. 1909

## Schriften
Der schriftliche Nachlass (1948–1998; 43,00 lfd. m.) von Horst Ehmke befindet sich im Archiv der sozialen Demokratie (AdsD) der Friedrich-Ebert-Stiftung (FES) in Bonn.

### Juristische Sachbücher
- Ermessen und unbestimmter Rechtsbegriff. 1960.
- als Mitherausgeber: Archiv des öffentlichen Rechts. 1964 ff.

### Sachbücher zur Politik
- Grenzen der Verfassungsänderung. Duncker & Humblot, Berlin 1953.
- Wirtschaft und Verfassung. 1961.
- Karl von Rotteck. 1964.
- Politik der praktischen Vernunft. Aufsätze und Referate. S. Fischer, Frankfurt am Main 1969.
- als Hrsg.: Perspektikven – Sozialdemokratische Politik im Übergang zu den 70er Jahren. 1969.
- als Hrsg.: Politik als Herausforderung. Reden – Vorträge – Aufsätze 1968–1974. Müller, Karlsruhe 1974, ISBN 3-7880-9563-6.
- als Hrsg.: Politik als Herausforderung. Reden – Vorträge – Aufsätze 1975–1979. Müller, Karlsruhe 1979, ISBN 3-7880-9636-5.
- als Hrsg.: Das Portrait, Reden und Beiträge. 1980.
- Beiträge zur Verfassungstheorie und Verfassungspolitik (= Monographien zur rechtswissenschaftlichen Forschung. Öffentliches Recht. Band 6). Athenäum, Königstein 1981, ISBN 3-7610-6315-6.
- Mittendrin. Von der Großen Koalition zur Deutschen Einheit. Rowohlt, Berlin 1994, ISBN 3-87134-089-8.

### Politthriller
- Global Players. Eichborn, Frankfurt am Main 1998, ISBN 3-8218-0578-1.
- Der Euro-Coup. Eichborn, Frankfurt am Main 1999, ISBN 3-8218-0539-0.
- Himmelsfackeln. Eichborn, Frankfurt am Main 2001, ISBN 3-8218-0876-4.
- Privatsache. Eichborn, Frankfurt am Main 2003, ISBN 3-8218-0932-9.
- Im Schatten der Gewalt. edition q im Bebra Verlag, Berlin 2006, ISBN 3-86124-599-X.

### Satire
- mit Dieter Klama: Die Macht der Großen und der Kleinen Tiere. Carl Hanser, München u. a. 1980, ISBN 3-446-13203-1.